# Commission militaire régionale de Nurgan

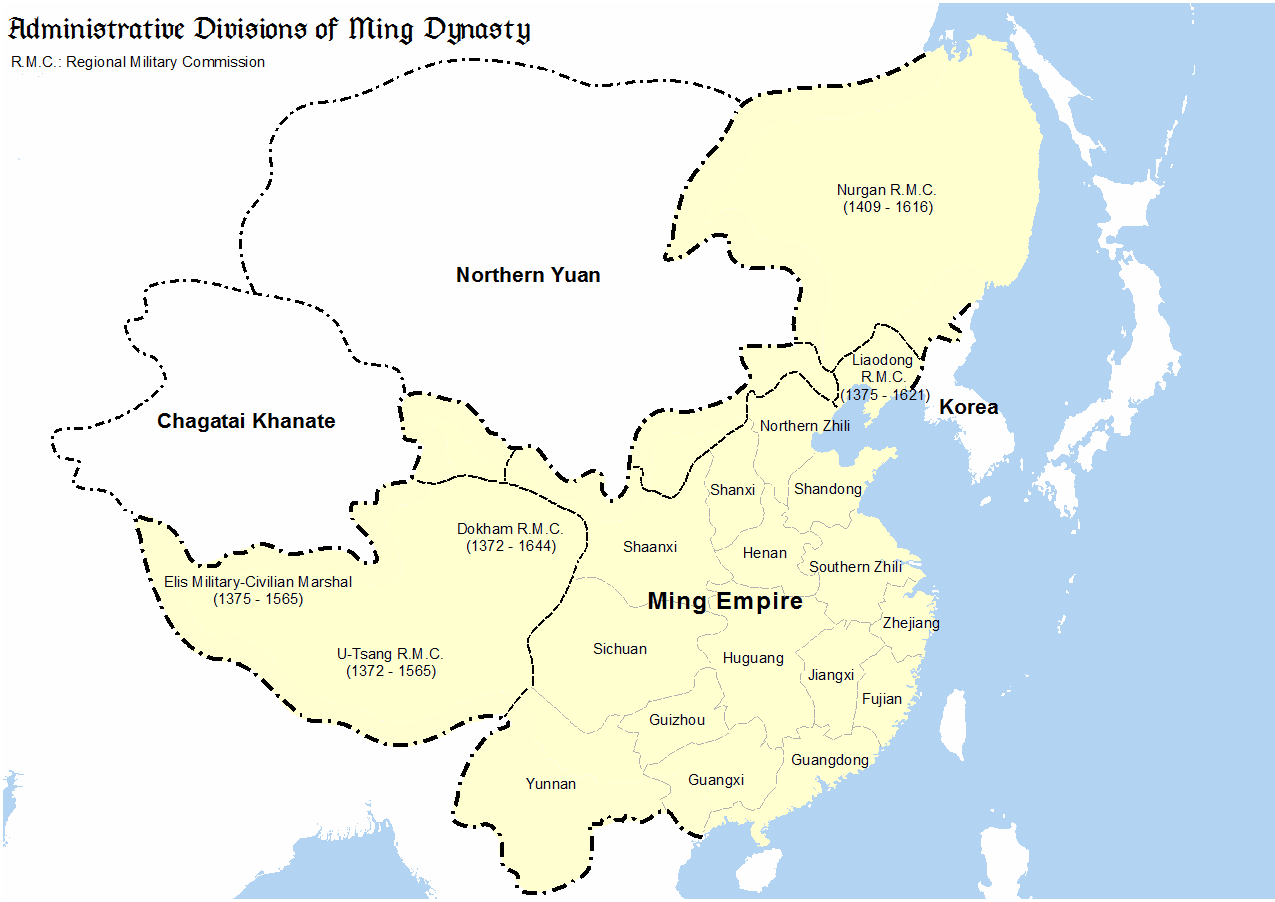
Les divisions administratives de la dynastie Ming en 1409 ; la commission militaire régionale de Nurgan se trouve dans le nord-est.

La Commission militaire régionale de Nurgan (chinois : 奴兒干都指揮使司 ; pinyin : Nú'érgān dūzhǐhuī shǐsī) était une administration chinoise établie en Mandchourie pendant la dynastie Ming, situé sur les rives du fleuve Amour , à environ 100 km de la mer, correspondant à l'actuelle Tyr, (Kraï de Khabarovsk), en fédération de Russie. Elle a été nominalement établi en 1409, avant d’être abandonné en 1435. Nurgan était le site du temple Yongning (永寕寺), un temple bouddhiste dédié à Guanyin, fondé par Yishiha (en) (Išiqa) en 1413  La fondation du temple de Yongning est enregistrée dans la stèle du temple de Yongning avec des inscriptions en chinois, mongol et jurchen. La commission était une institution importante pendant la période ou la Mandchourie était sous le contrôle de la dynastie Ming, car elle a permis d'obtenir, au moins nominalement, l'allégeance des tribus du Bas Amour envers le gouvernement Ming,. 
La dynastie Ming obtient à la fin de la décennie 1380 la soumission des tribus mongoles vivant en Mandchourie, à la suite d'une campagne militaire victorieuse. Par la suite, le gouvernement de l'empereur Yongle avait déjà établi des relations avec les tribus Jurchens Haixi et Jianzhou dans le sud de la Mandchourie. En 1409, l'empereur Yongle, voulant achever de sécuriser la région, ordonne à Yishiha d'entamer les préparatifs d'une expédition dans la région du bas Amour afin de démontrer le pouvoir de l'empire Ming aux Jurchens de la tribu Nurgan qui peuplent la région. Le but final était d'inciter les Jurchens à établir des relations avec les Ming et de s'assurer qu'ils ne créeraient pas de problèmes lorsque la dynastie Chinoise entrerait en guerre avec les Mongols de la dynastie Yuan du Nord vivant plus à l'Est. 
En 1413, Yishiha visite également la côte de l'île voisine de Sakhaline et accorda des titres officiels Ming à un chef local. 
Certaines sources signalent l'existence d'un fort chinois à Aïgoun pendant environ 20 ans à l'époque de Yongle, sur la rive gauche (nord-ouest) de l'Amour, en aval de l'embouchure de la rivière Zeya. Cet Aïgoun de la dynastie Ming était situé sur la rive opposée du dernier Aïgoun, celui qui a été relocalisé pendant la dynastie Qing. 
La dernière mission de Yishiha était liée à la retraite du chef des Nurgan et à l' « investiture » de son fils en tant que son successeur. Yishiha assista à cet événement en 1432 et présenta au nouveau chef un sceau d'autorité et offrit des cadeaux à des chefs subalternes,.  Cette fois-ci, la flotte de Yishiha comprenait 50 gros navires avec 2 000 soldats et il a transporté le nouveau chef depuis Pékin, ou il vivait, jusqu'à Tyr. 

## Voir également
- Mandchourie sous le contrôle de la dynastie Ming